# Persone di cognome da Silva
| Questa pagina contiene informazioni ricavate automaticamente dalle voci biografiche con l'ausilio del template Bio e di un bot. L'aggiornamento è periodico e automatico e ricostruisce completamente la pagina. Se manca una persona in questa lista, sei pregato di non aggiungerla, ma accertati piuttosto che la sua voce biografica contenga il template Bio e che i dati anagrafici siano correttamente compilati. Se il template Bio manca, inseriscilo tu stesso o, in alternativa, metti l'avviso {{tmp\|Bio}} che ne segnala la mancanza. Se i dati riportati sono sbagliati, correggi direttamente la voce biografica; le modifiche saranno visibili in questa lista entro pochi giorni. Per chiarimenti vedi il progetto antroponimi. La lista contiene solo le 106 persone che sono citate nell'enciclopedia e per le quali è stato implementato correttamente il template Bio. Pagina aggiornata al 19 apr 2019. |

Questa è una lista di persone presenti nell'enciclopedia che hanno il cognome da Silva, suddivise per attività principale.

## Allenatori di calcio(1)
- Sonny Anderson, allenatore di calcio e ex calciatore brasiliano (Goiatuba, n.1970)

## Allenatori di pallacanestro(1)
- Filipe da Silva, allenatore di pallacanestro e ex cestista portoghese (Guimarães, n.1979)

## Artisti marziali misti(3)
- Jussier Formiga, artista marziale misto brasiliano (Natal, n.1985)
- Luís Henrique da Silva, artista marziale misto brasiliano (Limoeiro, n.1989)
- Wanderlei Silva, artista marziale misto brasiliano (Curitiba, n.1976)

## Astisti(1)
- Thiago Braz da Silva, astista brasiliano (Marília, n.1993)

## Attrici(1)
- Nicole da Silva, attrice australiana (Sydney, n.1981)

## Calciatrici(1)
- Dolores Silva, calciatrice portoghese (Queluz, n.1991)

## Cantautori(1)
- Seu Jorge, cantautore e attore brasiliano (Belford Roxo, n.1970)

## Cardinali(2)
- Miguel da Silva, cardinale e vescovo cattolico portoghese (Évora, n.1480 - Roma, †1556)
- Patrício da Silva, cardinale e patriarca cattolico portoghese (Leiria, n.1756 - Lisbona, †1840)

## Cestisti(4)
- Oscar da Silva, cestista tedesco (Monaco di Baviera, n.1998)
- Paulo César da Silva, ex cestista brasiliano (San Paolo, n.1961)
- Válter Apolinário da Silva, cestista brasiliano (Rio Claro, n.1977)
- Wagner Machado da Silva, ex cestista brasiliano (n.1961)

## Compositori(1)
- Francisco Manuel da Silva, compositore brasiliano (Rio de Janeiro, n.1795 - Rio de Janeiro, †1865)

## Giocatori di baseball(1)
- Tiago da Silva, giocatore di baseball brasiliano (San Paolo, n.1985)

## Giocatori di calcio a 5(1)
- Bruno Alexandre da Silva, giocatore di calcio a 5 e allenatore di calcio a 5 brasiliano (San Paolo, n.1988)

## Judoka(1)
- Rafael Silva, judoka brasiliano (Aquidauana, n.1987)

## Mezzofondisti(1)
- Solonei da Silva, mezzofondista e maratoneta brasiliano (n.1982)

## Pallavoliste(1)
- Ana Carolina da Silva, pallavolista brasiliana (Belo Horizonte, n.1991)

## Pianisti(1)
- Johnny Alf, pianista, compositore e cantante brasiliano (Rio de Janeiro, n.1929 - Santo André, †2010)

## Procuratori sportivi(1)
- Júlio César da Silva, procuratore sportivo e ex calciatore brasiliano (Bauru, n.1963)

## Velocisti(5)
- André da Silva, ex velocista brasiliano (Santo André, n.1972)
- Claudinei da Silva, ex velocista e ex bobbista brasiliano (Lençóis Paulista, n.1970)
- Holder da Silva, velocista guineense (Bissau, n.1988)
- João Batista da Silva, ex velocista brasiliano (João Pessoa, n.1963)
- Robson da Silva, ex velocista brasiliano (Rio de Janeiro, n.1964)